# غيتاناس ناوسيدا
غيتاناس ناوسيدا (بالليتوانية: Gitanas Nausėda)‏ (و. 1964  م) هو اقتصادي، وأستاذ جامعي، وسياسي ليتواني، ولد في كلايبيدا، هو سياسي مستقل، ترشح في انتخابات الرئاسة الليتوانية 2019.

## مناصب
تولى منصب رئيس ليتوانيا (منذ 12 يوليو 2019)
.

## التعليم
تعلم في جامعة فيلنيوس
.
| المناصب السياسية        | المناصب السياسية              | المناصب السياسية |
| ----------------------- | ----------------------------- | ---------------- |
| سبقه داليا غريباوسكايتي | رئيس ليتوانيا 12 يوليو 2019 - | تبعه             |